# Marquesado de Torre Blanca de Aljarafe
El Marquesado de Torre Blanca de Aljarafe es un título nobiliario español creado por el rey Felipe V, con el vizcondado previo de Cabrera, por decreto de 29 de septiembre de 1737 a favor de Manuel López-Pintado y Almonacid, teniente general de la Real Armada, veinticuatro de Sevilla y familiar de la Inquisición, natural de Tembleque, Provincia de Toledo.
Su nombre se refiere a la hacienda de Torreblanca, antigua jurisdicción señorial en el término de Bollullos de la Mitación, en el Aljarafe sevillano.

## Marqueses de Torre Blanca de Aljarafe
- Manuel López-Pintado Almonacid (Tembleque, Toledo, 1677-1745), I marqués de Torre Blanca de Aljarafe. Hijo de Juan López Almonacid Pintado y María Fernández de Carneros. Se casó con Inés Solano León.[1] Le sucedió su nieto.

- Fernando López-Pintado y Medina, II marqués de Torre Blanca de Aljarafe. Fue Teniente General de la Real Armada y Veinticuatro de Sevilla, hijo de Manuel López Pintado y de Ana de Medina y Cabañas;[2]

- José López-Pintado y del Pozo, III marqués de Torre Blanca de Aljarafe.

- Juan Antonio Duque de Estrada y González de Sepúlveda (m. 12 de diciembre de 1882), IV marqués de Torre Blanca de Aljarafe y VII marqués de Villapanés), hijo de Juan de Dios Estrada y Villalón, VI marqués de Villapanés, y de Ana González de Sepúlveda y Ramírez de León. Le sucedió su hijo de su tercer matrimonio con María del Carmen Cabeza de Vaca;[3]

- Juan Antonio Duque de Estrada y Cabeza de Vaca (m. 29 de noviembre de 1929), V marqués de Torre Blanca de Aljarafe y VIII marqués de Villapanés. Contrajo matrimonio el 19 de marzo de 1898 con María Nicolasa Moreno Zuleta Reales. Le sucedió su hijo.[3]

- Juan Antonio Duque de Estrada y Moreno (m. 7 de junio de 1970), VI marqués de Torre Blanca de Aljarafe y IX marqués de Villapanés. Contrajo matrimonio el 7 de octubre de 1928 con María del Pilar Martorell y Téllez Girón.  Le sucedió su hijo;[3]

- Juan Antonio Duque de Estrada y Martorell, VII marqués de Torre Blanca de Aljarafe y X marqués de Villapanés, casado en junio de 1972 con María de Lluc Dameto y Fortuny.[3][4]